# 城巴49X線
城巴49X線是香港一條港島市區巴士路線，由小西灣（藍灣半島）單向開往數碼港，途經柴灣斜後，取道東區走廊、堅拿道天橋、香港仔隧道直達黃竹坑及香港仔，只於星期一至五早上繁忙時間提供服務。
本路線是柴灣及小西灣首條來往南區市區的常規專營巴士路線。

## 歷史
為配合小西灣及柴灣一帶居民於上午繁忙時間前往港島南區的交通需求，運輸署及新巴透過《2020-2021年度巴士路線計劃》，建議開辦一條由小西灣（藍灣半島）單向開往數碼港的路線，編號為49X，於柴灣斜後不停站經東區走廊及香港仔隧道前往黃竹坑、香港仔及數碼港，試辦期為3個月。
- 2020年10月19日：49X線投入服務，原定試辦至2021年2月11日[2]，其後經兩度延長試辦期至2021年5月14日[3]及2021年8月13日，[4]於2021年8月16日正式轉為常規服務。[5]
- 2023年7月1日：因應城巴新巴專營權合併，本線改由城巴經營。

## 服務時間及班次
- 星期一至五
  - 小西灣（藍灣半島）開：07:45

星期六、日及公眾假期不設服務

## 收費
全程：$15.2
- 香港仔隧道收費廣場往數碼港：$5.8

| - 本線設有12歲以下小童及65歲或以上長者半價優惠。 - 65歲或以上香港居民使用「樂悠咭」，以及12歲以下合資格殘疾兒童使用「殘疾人士身份」個人八達通繳付車資，均可享有每程$2.0或半價（以較低者為準）的票價優惠；12至64歲合資格殘疾人士使用「殘疾人士身份」個人八達通（包括「樂悠咭」），以及60至64歲香港居民使用「樂悠咭」繳付車資，均可享有每程$2.0或全費（以較低者為準）的票價優惠。 - 65歲或以上長者如使用長者或一般個人八達通繳付車資，則只可享有半價優惠；12至64歲合資格殘疾人士如不使用「殘疾人士身份」個人八達通，以及60至64歲人士如不使用「樂悠咭」繳付車資，必須繳付全費。 - 乘客可以現金或八達通於上車時付款，不設找續。 - 每位成人乘客可免費攜帶最多兩名4歲以下而不佔座位的兒童乘客乘車，超額之4歲以下小童必須繳付小童車費乘車。 - 九龍巴士、城巴及龍運巴士全職員工及家屬（不包括外判職員）可免費乘搭本路線，惟必須拍職員或職員家屬八達通。 - 乘客亦可使用AlipayHK「易乘碼」、支付寶、WeChatHK／微信支付「搭車碼」、銀聯雲閃付「乘車碼」及BOC Pay「乘車碼」、具有感應式支付功能的VISA、Mastercard及銀聯卡，以及Apple Pay、Google Pay及Samsung Pay流動支付平台繳付車資。使用此支付方式的乘客可享有中途下車之分段收費，以及與其他城巴獨營路線或聯營線城巴班次之轉乘優惠，惟不適用於與非城巴路線之轉乘優惠。乘客亦不能享有「公共交通費用補貼計劃」及「長者及合資格殘疾人士公共交通票價優惠計劃」。 |

## 行車路線

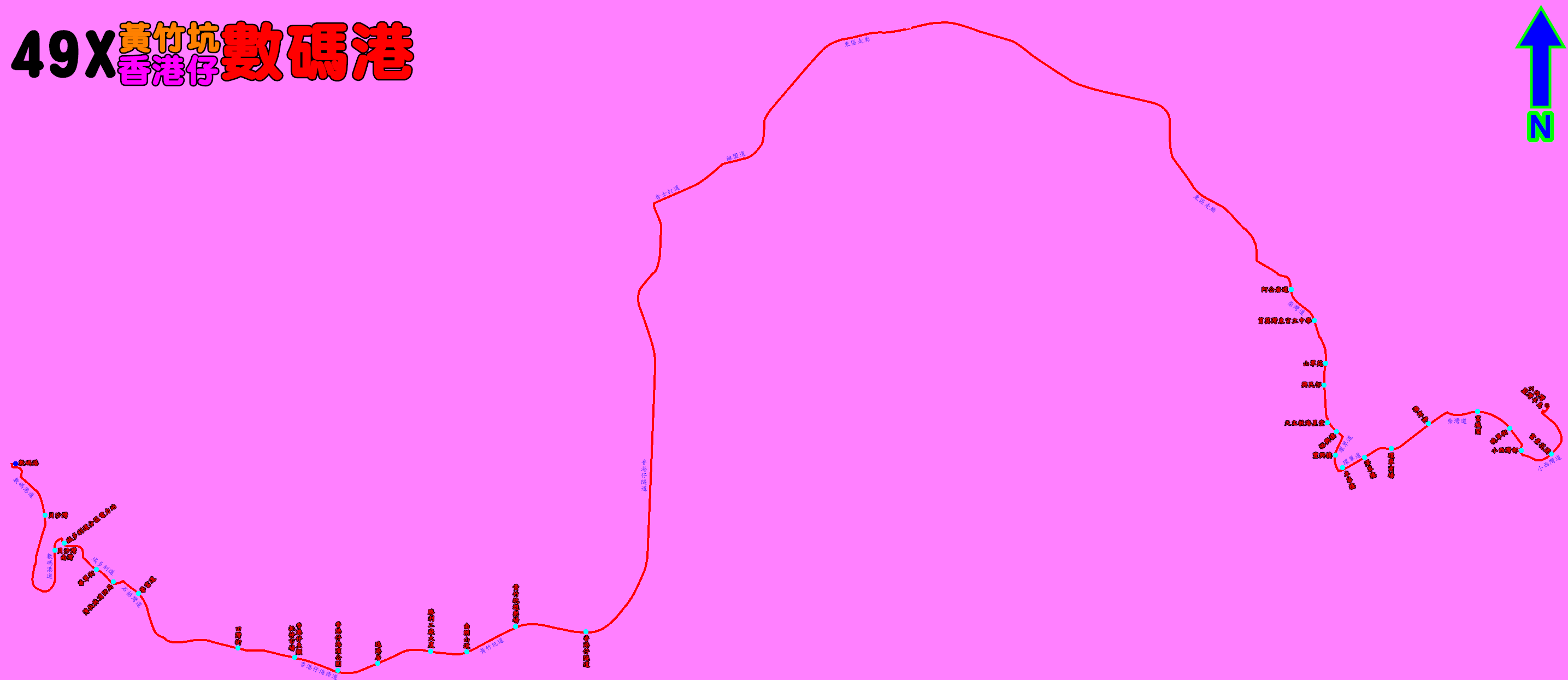
49X線的走線圖

經：小西灣道、柴灣道、環翠道、柴灣道、東區走廊、維園道、告士打道、堅拿道天橋、黃泥涌峽天橋、香港仔隧道、黃竹坑道、香港仔海傍道、石排灣道、域多利道、數碼港道及資訊道。

### 沿線車站
| 小西灣（藍灣半島）開                                             | 小西灣（藍灣半島）開 | 小西灣（藍灣半島）開             |
| 序號                                                             | 車站名稱             | 位置                             |
| ---------------------------------------------------------------- | -------------------- | -------------------------------- |
| 1                                                                | 小西灣（藍灣半島）   | 小西灣（藍灣半島）公共運輸交匯處 |
| 2                                                                | 富景花園             | 小西灣道                         |
| 3                                                                | 小西灣邨             | 小西灣邨巴士總站                 |
| 4                                                                | 曉翠街               | 小西灣道                         |
| 5                                                                | 富城閣               | 柴灣道                           |
| 6                                                                | 樂軒臺               | 柴灣道                           |
| 7                                                                | 環翠商場             | 柴灣道                           |
| 8                                                                | 環翠邨澤翠樓         | 環翠道                           |
| 9                                                                | 興華邨卓華樓         | 環翠道                           |
| 10                                                               | 興華邨豐興樓         | 環翠道                           |
| 11                                                               | 興華邨裕興樓         | 柴灣道                           |
| 12                                                               | 天主教海星堂         | 柴灣道                           |
| 13                                                               | 興民邨               | 柴灣道                           |
| 14                                                               | 山翠苑               | 柴灣道                           |
| 15                                                               | 筲箕灣官立中學       | 柴灣道                           |
| 16                                                               | 阿公岩道             | 柴灣道                           |
| 東區走廊；維園道、告士打道；堅拿道天橋、黃泥涌峽天橋、香港仔隧道 |                      |                                  |
| 17                                                               | 香港仔隧道巴士轉乘站 | 黃竹坑道                         |
| 18                                                               | 黃竹坑遊樂場         | 黃竹坑道                         |
| 19                                                               | 南朗山道             | 黃竹坑道                         |
| 20                                                               | 勝利工廠大廈         | 黃竹坑道                         |
| 21                                                               | 逸港居               | 香港仔海傍道                     |
| 22                                                               | 香港仔海濱公園       | 香港仔海傍道                     |
| 23                                                               | 香港仔魚類批發市場   | 香港仔海傍道                     |
| 24                                                               | 田灣街               | 香港仔海傍道                     |
| 25                                                               | 華富道               | 石排灣道                         |
| 26                                                               | 薄扶林消防局         | 域多利道                         |
| 27                                                               | 華翠街               | 域多利道                         |
| 28                                                               | 域多利道分區電力站   | 域多利道                         |
| 29                                                               | 貝沙灣南灣           | 數碼港道                         |
| 30                                                               | 貝沙灣               | 數碼港道                         |
| 31                                                               | 數碼港               | 數碼港公共運輸交匯處             |

## 外部連結
- 681巴士總站 （页面存档备份，存于）